# Hôtel particulier Tchesnokov
L'hôtel particulier Tchesnokov (Дом Н. С. Чеснокова) est une demeure de maître située à Nijni Novgorod en Russie, inscrite au patrimoine architectural. Elle a été construite entre 1881 et 1896 rue Ilinskaïa (de Saint-Élie) et représente un pur exemple d'hôtel particulier de la fin du XIXe siècle de la classe des riches marchands, dans le goût éclectique, avec une magnifique décoration en stuc.

## Histoire

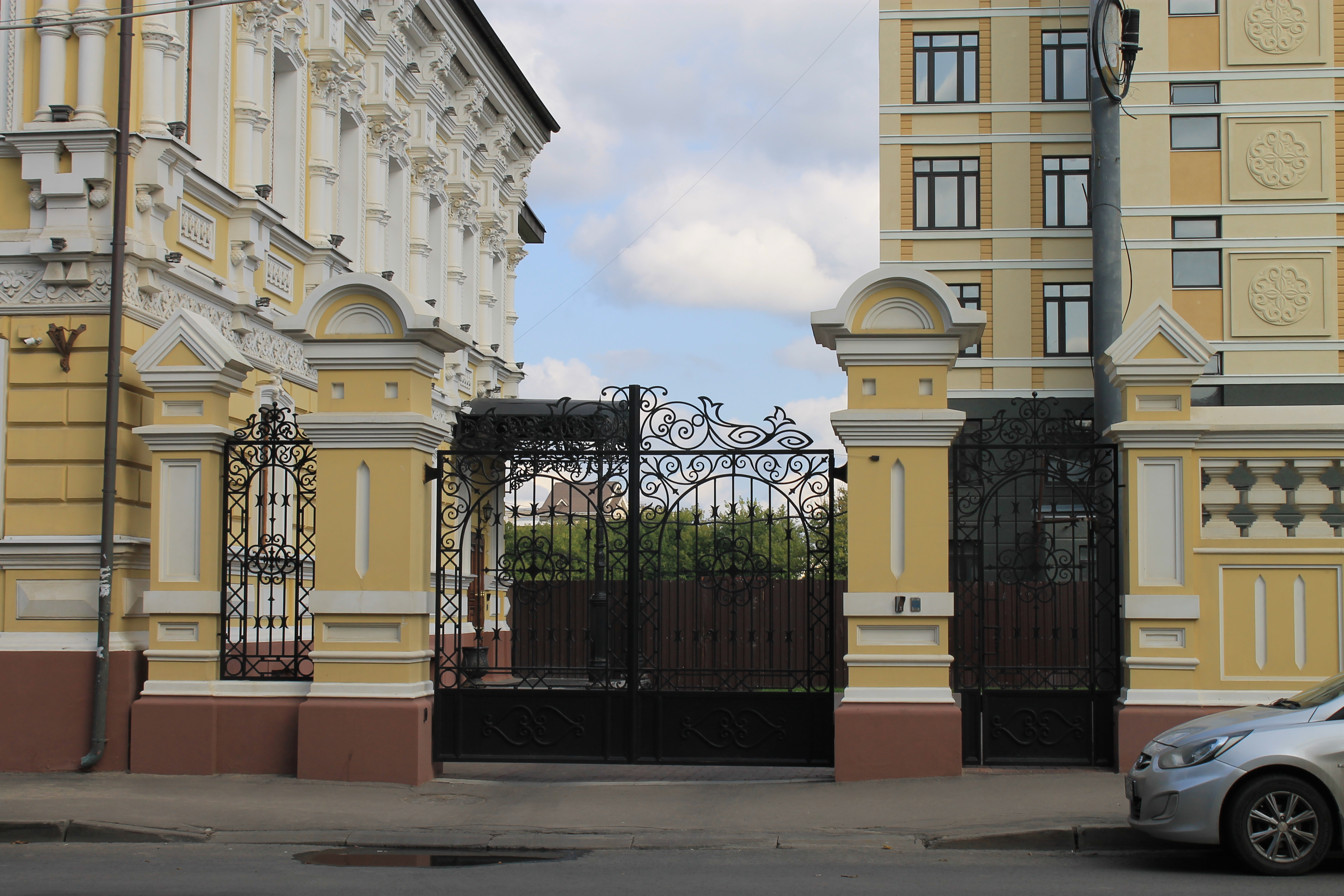
Portail

La parcelle de terrain appartenait dans les années 1874-1880 au marchand Grigori Vassilievitch Patchkounov et n'était pas construite. Elle passe en 1881 à Elizaveta Grigorievna Kouznetsova, puis au marchand Nicandre Stepanovitch Tchesnokov, d'une famille éminente de négociants et banquiers de la ville.
Tchesnokov fait construire une maison en pierre à un étage supérieur et une dépendance, pour un total de 8 300 roubles. Un dessin de la façade de la maison du marchand a été conservé, mais il n'est ni daté ni signé par l'auteur.
Pendant la période soviétique, la demeure change d'aspect: le porche de la porte d'honneur disparaît, l'ouverture de la fenêtre le long de l'axe extrême Est de la façade Nord est transformée en porte, la partie profilée supérieure de la corniche de couronnement est remplacée par une poutre en métal, un certain nombre de fenêtres et de portes sont posées, tandis que plusieurs remplissages de fenêtres et de portes sont également remplacés. Le grand vase en haut du côté Nord disparaît, ainsi que des fragments de l'ornementation en forme de ruban, une pierre angulaire en forme de vase sur la garniture du premier étage, et d'autres éléments décoratifs.
La demeure est partiellement rénovée en 2005. L'on construit une mansarde, l'escalier en bois avec une clôture en balustres tournés dans la partie nord-est du bâtiment est détruit. Le poêle en faïence d'origine est démonté pour la construction d'un nouvel escalier vers le grenier, les garnitures de porte d'origine sont presque entièrement détruites, des revêtements de sol modernes sont installés et les carreaux des poêles restants sont peints.
En 2013, le nouveau propriétaire de cet hôtel particulier historique, la firme ООО «Гармония» (Harmonia), commence une refonte de l'édifice, sans accord de l'administration d'État des objets culturels du patrimoine. L'escalier d'honneur est démoli, deux poêles en faïence disparaissent, ainsi que le plafond en stuc du rez-de-chaussée.

## Architecture

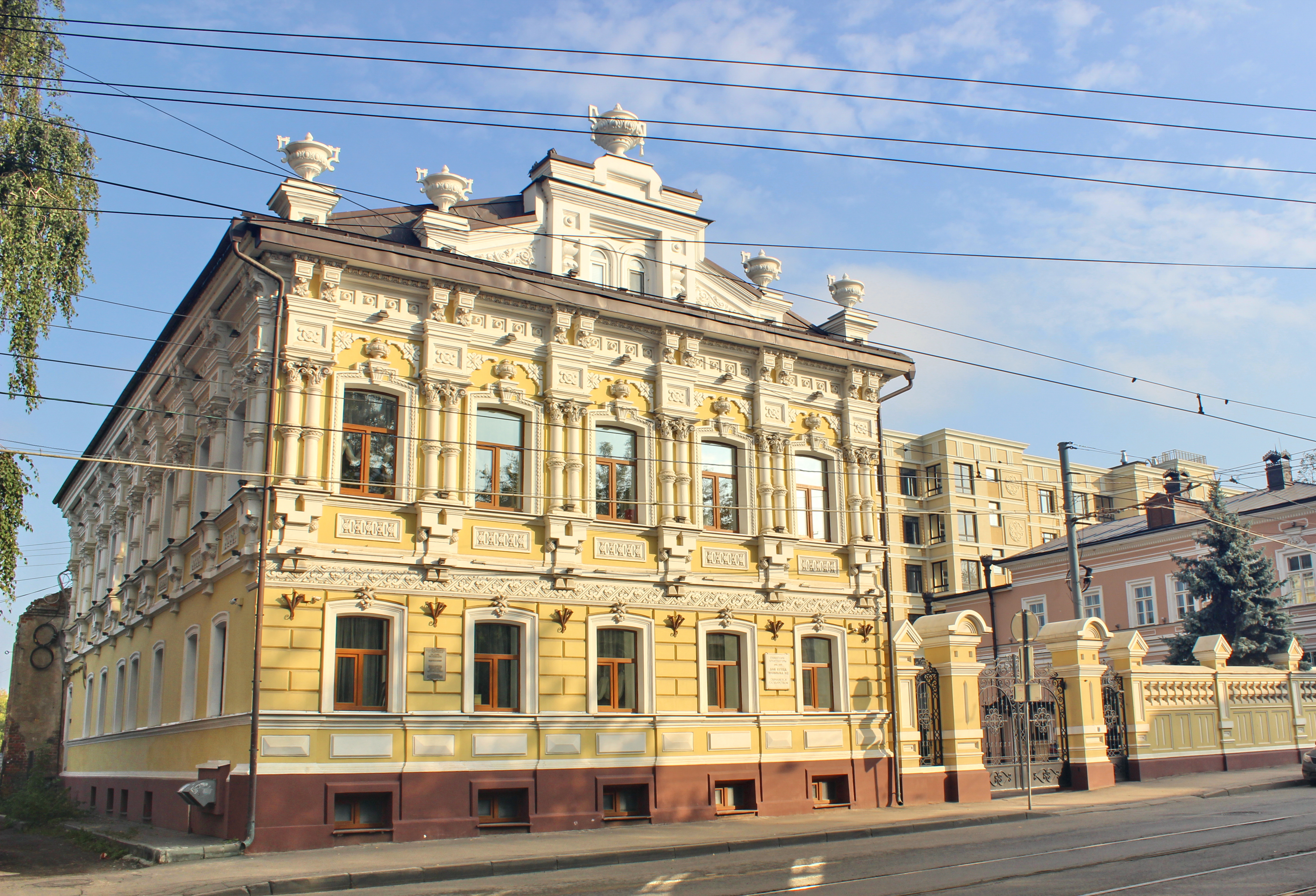
Façade.

Cette demeure de maître est construite en style éclectique. L'édifice de forme rectangulaire est en brique recouvert de plâtre avec un étage supérieur, des caves et une mansarde. À l'ouest de l'édifice se trouvait un bâtiment de service en pierre qui a été démoli.
La façade principale à cinq axes de fenêtres est ornée d'une riche décoration en stuc : une ceinture entre les étages avec des ornements floraux, des appuis de fenêtre, une corniche avec des piliers ioniques et des consoles, des demi-colonnes avec des chapiteaux corinthiens et des « melons », un attique figuré avec des pots de fleurs, des architraves profilées de la fenêtre de l'attique.
Les ouvertures des fenêtres au rez-de-chaussée et au premier étage avec des extrémités cintrées sont décorées d'architraves profilées. Le haut des architraves des fenêtres du premier étage est orné de clefs de voûte en forme de pots de fleurs sur consoles, sur le côté desquels sont installés des ornements en stuc à motif géométrique. Les clefs de voûte des fenêtres du rez-de-chaussée sont réalisées sous la forme d'un plexus de feuilles et de fruits entrelacés de rubans. Les ouvertures de fenêtres rectangulaires du sous-sol sont encadrées de plateaux en forme de rubans.